# Ballou, Oklahoma
Ballou, Oklahoma (енгл. Ballou) насељено је место без административног статуса у америчкој савезној држави Оклахома.

## Демографија
По попису из 2010. године број становника је 176, што је 34 (23,9%) становника више него 2000. године.
| Група             | 2000.       | 2010.       |
| Белци             | 105 (73,9%) | 115 (65,3%) |
| Афроамериканци    | 0 (0,0%)    | 0 (0,0%)    |
| Азијати           | 0 (0,0%)    | 0 (0,0%)    |
| Хиспаноамериканци | 0 (0,0%)    | 6 (3,4%)    |
| Укупно            | 142         | 176         |